# 安铁军
安铁军，中华人民共和国政治人物、全国脱贫攻坚先进个人。

## 生平
安铁军任漠河市大河西村工作队队长兼第一书记，大兴安岭地区市场监管局科长。因在脱贫攻坚战中作出突出贡献，2021年2月25日全国脱贫攻坚总结表彰大会上，安铁军被授予“全国脱贫攻坚先进个人”。